# Trieching
Trieching ist ein Gemeindeteil des Marktes Pilsting im niederbayerischen Landkreis Dingolfing-Landau.

## Lage
Das Dorf Trieching liegt im Gäuboden etwa vier Kilometer nördlich von Pilsting am Reißinger Bach in der Nähe der Bundesstraße 20. Die benachbarten Orte sind von Norden im Uhrzeigersinn beginnend Kleinpinning, Haidenkofen, Gosselding, Mögling, Noisling und Reißing.

## Geschichte
Der Ort wird im ältesten bayerischen Herzogsurbar zwischen 1231 und 1237 „in dem ampt ze Landdow“  als „Tribichingen“ erwähnt. Es gehörte später zur Obmannschaft Griesenau im Amt Ganacker des Landgerichtes Landau und bestand 1752 aus zwanzig Anwesen.
Der Steuerdistrikt Trieching umfasste 1811 Kleinpinning, Mögling und Trieching, doch bei der Gemeindebildung 1818/1821 kam Trieching zur Ruralgemeinde Ganacker. Im Zuge der Gebietsreform wurde Trieching am 1. Januar 1972 mit dem größeren Teil der Gemeinde Ganacker in den Markt Pilsting eingemeindet. Im Jahr 1987 hatte Trieching 168 Einwohner.

## Baudenkmäler
- Die Filialkirche St. Petrus und Paulus. Das ehemalige romanische Langhaus mit Apsis aus dem 12. Jahrhundert wurde als Chor adaptiert, das Langhaus nach Plänen von Johann Georg Hirschstötter 1750/1752 neu errichtet.

## Einwohnerentwicklung
- 1835: 00 140 Einwohner[2]
- 1860: 00 155 Einwohner[3]
- 1871: 00 153 Einwohner[4]
- 1875: 00 137 Einwohner[5]
- 1885: 00 141 Einwohner[6]
- 1900: 00 138 Einwohner[7]
- 1913: 00 168 Einwohner[8]
- 1925: 00 173 Einwohner[9]
- 1950: 00 222 Einwohner[10]
- 1961: 00 177 Einwohner[11]
- 1970: 00 208 Einwohner[12]
- 1987: 00 168 Einwohner[1]

## Vereine
- Freiwillige Feuerwehr Trieching